# Conrad le Roux
Conrad le Roux (en allemand : Konrad der Rote), né vers 922 et mort le 10 août 955 à la bataille du Lechfeld, fut duc de Lotharingie de 944 jusqu'à sa destitution par le roi Otton Ier en 953. Il est l'un des ancêtres de la dynastie franconienne.

## Biographie
Conrad était le fils de Werner (en), comte dans les Gaue de la Nahe, de Spire, et de Worms en Franconie. Sa mère était possiblement une fille (ou une sœur) de Conrad Ier († 918), duc de Franconie et roi de Francie orientale ; une autre théorie fait référence à Hicha, une fille du duc Burchard II de Souabe. Vers 935, Conrad succède à son père avec en plus le Gau franconien de la Nidda.

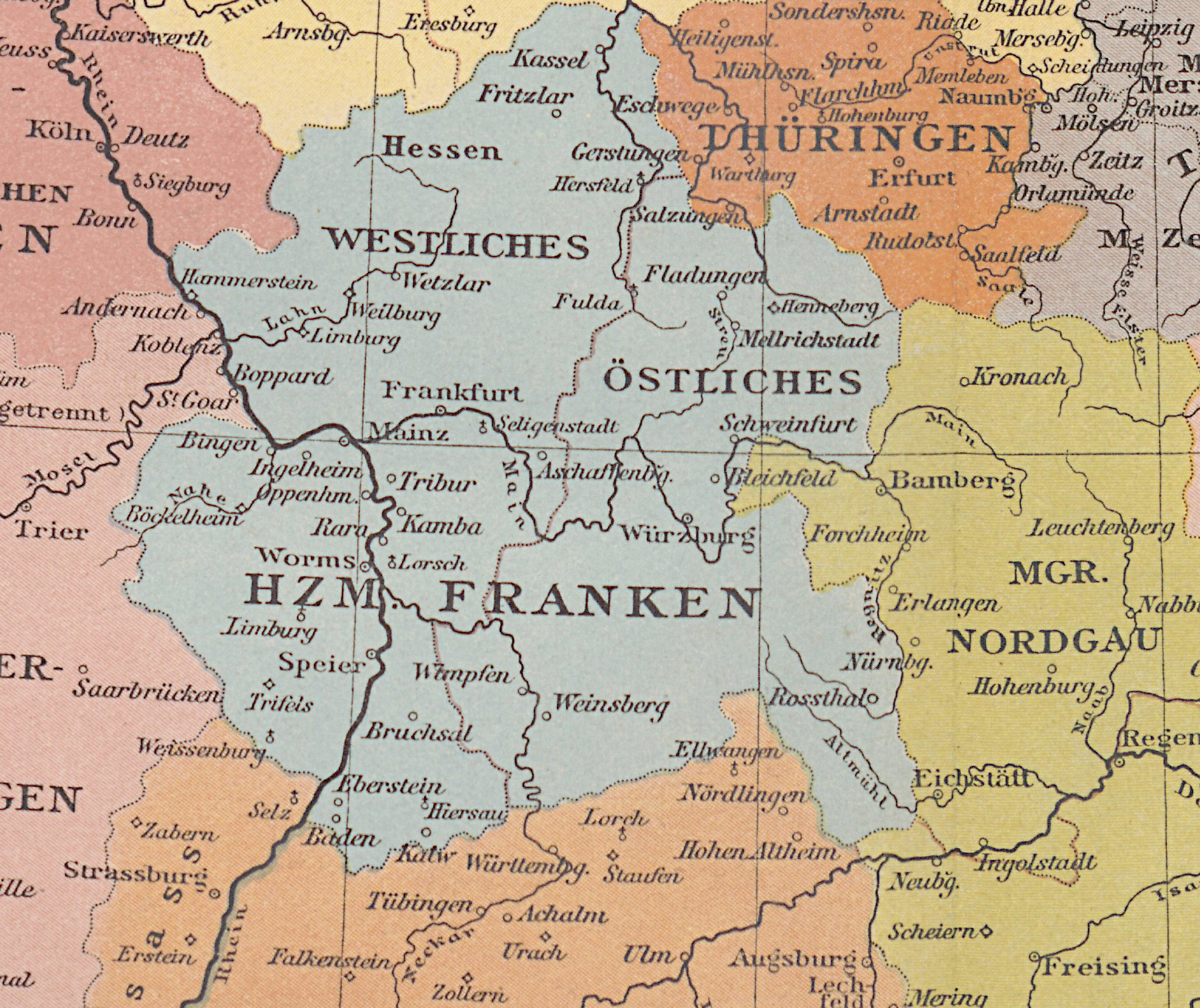
Le duché de Franconie divisé en 939.

Après une révolte des Conradiens, les descendants directs de Conrad Ier, avec le duc Gislebert de Lotharingie en 939, le roi Otton assume la souveraineté immédiate sur le duché de Franconie qu'il divisa en deux parties: la Franconie occidentale sur le Rhin Supérieur, avec Worms comme capitale, et la Franconie orientale sur le Main, avec le centre à Wurtzbourg. Les origines de la dynastie franconienne (« Saliens »), rois de Romains et empereurs romains germaniques, remontent aux domaines rhénans ; la position de Conrad le Roux a été renforcée lorsqu'il devint le régent de ces territoires qui avaient appartenu à son grand-père maternel Conrad Ier. Le duché de Lotharingie revint tout d'abord au frère cadet du roi Otton, Henri, peu après au comte Otton de Verdun.
Conrad le Roux fit partie du cercle des plus proches d'Otton Ier. Dans un document royal du 12 février 940, il est désigné comme « notre cher comte » (comes dilectus). En 941, Conrad a soutenu Otton face aux complots de son frère cadet Henri, l'ancien duc de Lotharingie, qui avait voulu assassiner le roi au château de Quedlinbourg. Pour quelque temps, Henri a été prisonnier de Conrad au palais d'Ingelheim. Finalement, après la mort d'Otton de Verdun en 944, le roi lui confia le duché de Lotharingie. En tant que duc, le règne de Conrad, aux yeux des Lotharingiens un étranger, est resté dépendant de l'assistance du roi.
Vers l'an 947, Conrad a consolidé ses relations avec les Ottoniens en épousant Liutgarde († 953), la fille du roi Otton de son premier mariage avec Édith d'Angleterre. Le couple a un fils, nommé Otton, né vers 948, qui fut duc de Carinthie. 
En 951, Conrad accompagna le roi dans sa campagne en Italie afin de libérer Adélaïde de Bourgogne, la veuve du roi Lothaire II. À Pavie, il a engagé des négociations avec le roi italien Bérenger II et a pavé la route vers l'accord de paix avec Otton Ier. Cependant, à la diète d'Augsbourg en août 952, tous ses engagements ont été rejetés et Bérenger fut forcé de céder la marche de Vérone au duc de Bavière. Ainsi brusqué, Conrad se révolta, après le décès de son épouse en 953, avec son beau-frère le duc Liudolf de Souabe, fils d'Otton Ier, et d'autres nobles. En contrepartie, le roi Otton Ier lui confisqua immédiatement la Lotharingie qu'il donna à son frère, l'archevêque Brunon de Cologne. 
L'année suivante, Otton et Conrad se réconcilièrent lors d'une réunion à Langenzenn près de Fürth. Avec la grâce du roi, Conrad a pu garder ses domaines rhénans en Franconie. Juste après, il se trouve en campagne avec le margrave Gero contre les Wendes dans l'Uckermark. Ensuite, Conrad et le roi partirent en guerre contre les invasions des Magyars. En 955, il a pris le commandement des troupes de Franconie et périt, touché par une flèche, en combattant les forces hongroises à la bataille du Lechfeld près d'Augsbourg. Selon les chroniques de Widukind de Corvey, sa contribution à la victoire a été déterminante. Il fut enterré dans la cathédrale de Worms. 
Bien que l'établissement d'une seigneurie consolidée sur la Franconie rhénane avait tout d'abord échoué, la dynastie des Saliens a continué son avancement. Par son fils Otton de Carinthie, Conrad est l'arrière-grand-père de l'empereur Conrad II le Salique.